# Giełda Papierów Wartościowych w Bukareszcie
Giełda Papierów Wartościowych w Bukareszcie (rum. Bursa de Valori București – BVB, ang. Bucharest Stock Exchange – BSE) – giełda papierów wartościowych w Rumunii; zlokalizowana w stolicy kraju – Bukareszcie. Powstała w 1995 roku. W roku 2005 BVB przekształciła się w spółkę akcyjną, a od 8 czerwca 2010 r. akcje BVB są notowane na rynku regulowanym. Na koniec 2019 roku kapitalizacja BVB wynosiła 37,85 mld EUR na rynku głównym.